# علم الكون الكمي

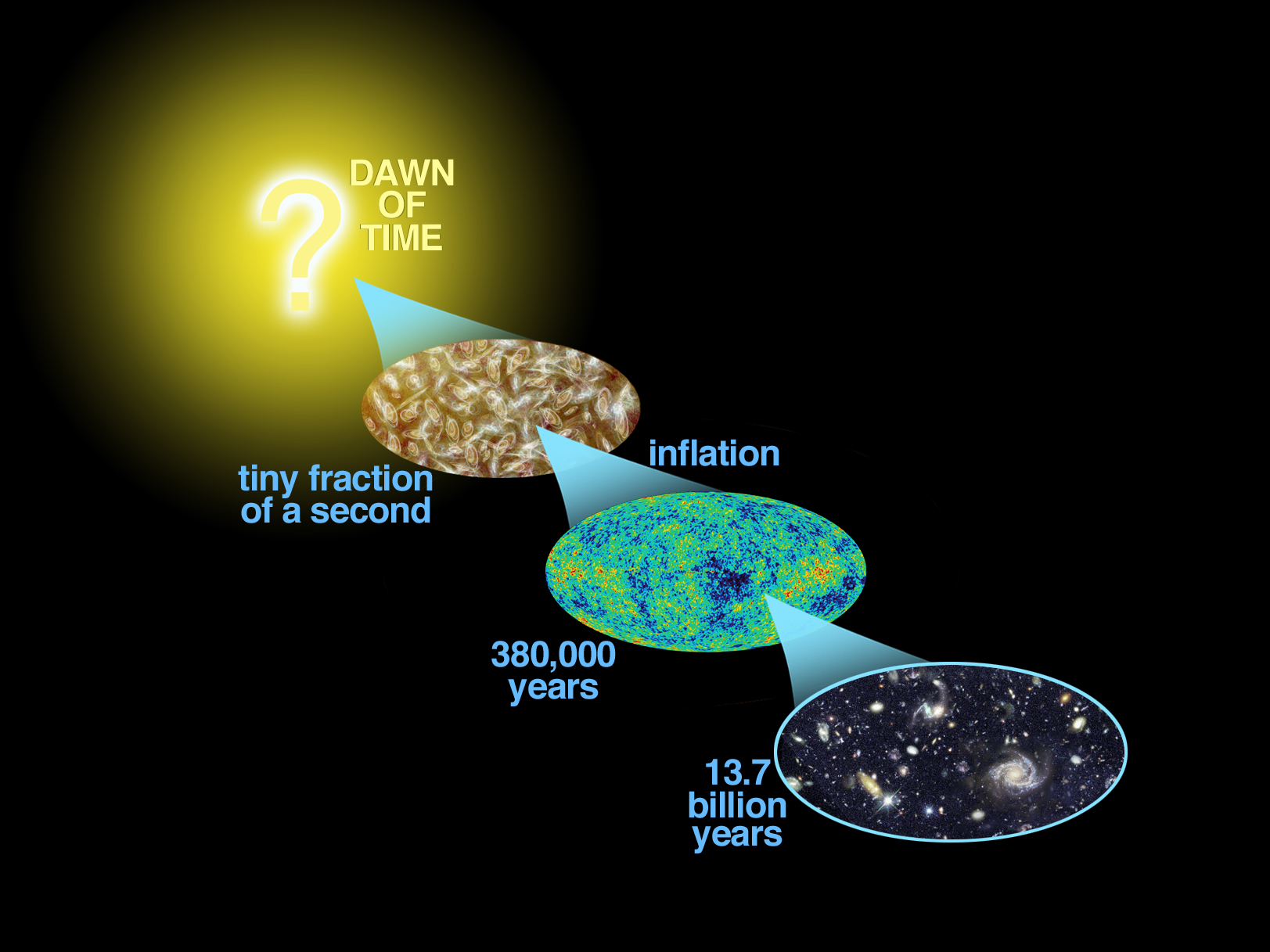
يلاحظ WMAP الضوء الأول للكون - توهج الانفجار العظيم. ظهر هذا الضوء بعد 380،000 عام من الانفجار العظيم. الأنماط المطبوعة على هذا الضوء ترميز الأحداث التي حدثت بعد جزء صغير من الثانية فقط من الانفجار العظيم. في المقابل، الأنماط هي بذور تطور هياكل المجرات التي نراها الآن بعد مليارات السنين من الانفجار العظيم.

علم الكون الكمي هي مُحاولة في علم الفيزياء النظرية لتطوير نظرية الحقل الكمومي للكون، ويحاول هذا النهج الإجابة عن أسئلة مفتوحة بخصوص علم الكون الفيزيائي الكلاسيكي خاصة المُتعلقة بالمراحل الأولى من الكون
يعتمد علم الكونيات الكلاسيكي على نظرية النسبية العامة لألبرت أينشتاين التي تصف تطور الكون بشكل جيد طالما أنها لا تقترب من نظرية الانفجار العظيم لذلك كانت هُناك حاجة إلى الدمج بين النظرية النسبية ونظرية الكم، وقد ظهرت بعض المحاولات لتحقيق هذا الأمر، مثل: نظرية الثقالة الكمومية الحلقية ونظرية الأوتار ونظرية المجموعات السببية